# 利氏潘鰍
利氏潘鰍為輻鰭魚綱鯉形目鰍科的其中一種，為熱帶淡水魚，分布於亞洲婆羅洲東部Mahakam河流域，體長可達6.7公分，棲息在底層水域，生活習性不明。

## 扩展阅读
維基物種上的相關：利氏潘鰍